# Anne Noggle
Anne Noggle (Evanston, Illinois, 1922-Albuquerque, Nuevo México, 16 de agosto de 2005) fue una aviadora, fotógrafa, conservadora y profesora estadounidense. Después de recibir su licencia de piloto cuando era adolescente, se inscribió como piloto en el WASP durante la Segunda Guerra Mundial, volando misiones entre 1943 y 1944. Después de su tiempo como piloto, regresó a la escuela para estudiar arte y fotografía. Las fotografías que hizo posteriormente, que documentan cómo envejecen las mujeres, recibieron un amplio reconocimiento y se encuentran en numerosas colecciones de museos. Enseñó arte en la Universidad de Nuevo México de 1980 a 1994 y recibió una beca Guggenheim en 1992.

## Biografía
Noggle nació en Evanston, Illinois, en 1922. Cuando era adolescente, se propuso convertirse en piloto después de ver a Amelia Earhart en un espectáculo aéreo en Chicago. Cuando tenía 17 años, su madre, gerente de una librería, accedió a que tomara lecciones de vuelo y ese año recibió su licencia de piloto.

### Segunda Guerra Mundial
A los 21, Noggle viajó a Sweetwater (Texas), para entrenarse y convertirse en piloto del Women Airforce Service Pilots (WASP). Se graduó en la clase de 44-W-1 y realizó misiones entre 1943 y 1944. El WASP se disolvió a finales de 1944. Después de la guerra, trabajó como fumigadora en el suroeste y realizó acrobacias en un circo aéreo.
Cuando la Fuerza Aérea ofreció comisiones a exmiembros del WASP después de la guerra, ella solicitó y fue piloto durante la guerra de Corea. Se retiró como capitana en 1959 cuando desarrolló enfisema. Más tarde describió su carrera en la aviación de esta manera: «Volé aviones para ganarme la vida durante once años y 6000 horas... Cuando tenía veinticinco años me convertí en piloto de acrobacias en un espectáculo aéreo; cuando tenía veintiséis años me convertí en piloto fumigador».

### Carrera como fotógrafa
Después de su carrera en la aviación, Noggle volvió a estudiar en la Universidad de Nuevo México, donde obtuvo una Licenciatura en Bellas Artes en 1966 y una Maestría en Artes en 1969. Influenciada por fotógrafas como Julia Margaret Cameron y Diane Arbus, el trabajo de Noggle se centró principalmente en el proceso de envejecimiento de la mujer, tema al que se refirió como «la saga de la carne caída». Ella dijo del procesoː «Me gustan los rostros mayores, no por el envejecimiento en sí, sino por el aspecto del rostro, la revelación de la vida y el conflicto entre lo que fue y lo que es ahora. Eso me interesa, no la idea de envejecer en sí». Utilizando el humor y el patetismo para representar a las mujeres que fotografió, Noggle fotografió a sus sujetos de una manera que mostraba tanto la feminidad como la energía sexual. Su habilidad para encontrar la belleza usando temas extraños caracterizó su carrera como fotógrafa.
Noggle tenía 48 años cuando tuvo su primera exposición individual, en una galería en Taos, Nuevo México, en 1970. Su serie de fotografías más conocida fue tomada en 1975, cuando se fotografió a sí misma después de someterse a un estiramiento facial.
Más tarde se convirtió en conservadora de fotografía en el Museo de Arte de Nuevo México, puesto en el que permaneció de 1970 a 1976. En 1975, Noggle corganizó una exposición y un catálogo para el Museo de Arte de San Francisco, titulado Mujeres en la fotografía: un estudio histórico. A esta exposición se le atribuye la presentación del trabajo de mujeres fotógrafas estadounidenses a un público más amplio. Noggle enseñó como profesora adjunta de Arte en la Universidad de Nuevo México de 1970 a 1984.
La Universidad de Nuevo México le otorgó un doctorado honoris causa en 1991 y en 1992, recibió la Beca Guggenheim.
Anne Noggle murió en Albuquerque, Nuevo México el 16 de agosto de 2005.

## Legado
El Museo de Arte Samuel P. Harn de la Universidad de Florida presentó una exposición de fotografías de Noggle del 26 de junio de 2012 al 10 de marzo de 2013. Su título era Anne Noggle: Reality and the Blind Eye of Truth. La serie ¡Colores! de la cadena de televisión KNME-TV del Servicio de Radiodifusión Pública (PBS), presentó a Noggle en un episodio filmado durante su vida. En 2016, el Museo de Arte de Nuevo México, su antiguo empleador, la honró con una exposición individual.
El trabajo de Noggle se encuentra en exposición en las colecciones permanentes de varios museos de arte y universidades, incluido el Museo de Arte de Nuevo México, el Museo de Albuquerque, el Museo de Fotografía de la UCR/California, el Museo de Arte de Denver, el Instituto de Artes de Minneapolis, la Galería Nacional de Canadá y el Museo de Arte Moderno de San Francisco.
El archivo personal de Noggle, que incluye copias de exposiciones y trabajos, hojas de contactos, negativos, correspondencia, recortes, álbumes, manuscritos escritos a mano y mecanografiados, y maniquíes de libros, se encuentra en el Centro Harry Ransom.

## Libros
- —; Zita Grover, Janice (1983). Silver lining (en inglés) (1.ª edición). University of New Mexico Press. ISBN 0-8263-0731-0. OCLC 9853650., contiene fotografías que documentan los desafíos que ella y otras mujeres en los Estados Unidos enfrentaron a medida que envejecían.
- — (1990). For God, country, and the thrill of it: Women Airforce Service Pilots in World War II (en inglés). Texas A & M University Press. ISBN 0-89096-401-7. OCLC 753105567., en este libro retrató a sus compañeras del WASP ya como mujeres mayores.
- — (1994). A Dance With Death: Soviet Airwomen in World War II (en inglés). College Station, Texas: Texas A&M University Press. ISBN 0890966028. OCLC 474018127., se publicó en 1994 y para escribirlo viajó a la Unión Soviética con el fin de fotografiar y registrar las historias de estas mujeres.[18]